# Stöner
Pour les articles homonymes, voir Stoner.
 Stöner est un groupe américain de rock, originaire de Californie. Il est formé en 2020 par les anciens membres de Kyuss, Brant Bjork et Nick Oliveri, et le batteur du groupe solo de Bjork, Ryan Güt. Le power trio compte deux albums studio et a effectué de nombreuses tournées pour soutenir ces deux albums,.

## Histoire

### Formation etStoners Rule(2020–2021)
Stöner est formé en 2020, apparaissant pour la première fois sur la compilation solo du bassiste Nick Oliveri, N.O. Hits at All Vol.666. Le guitariste Brant Bjork déclare qu'Oliveri forme le nom du groupe alors qu'il jouait de la musique avec lui et Ryan Güt. En octobre 2020, le groupe fait ses débuts sur scène en se produisant sur le quatrième volume de la série de films de concert Live in the Mojave Desert produite et enregistrée par Giant Rock Records. L'album live est également mixé et sorti séparément par le label du groupe, Heavy Psych Sounds Records. En juin 2021, Stöner sort son premier album studio, Stoners Rule. L'album reçoit des critiques majoritairement positives, Kerrang! lui attribuant une note de 4 sur 5 et déclarant : « Si vous êtes un fan de stoner rock, Stöner est un tube très familier ». Games, Brrraaains and a Head-Banging Life attribue à l'album une note de 8,5/10 et écrit : « STÖNER prouve que le trio a une alchimie incroyable et qu'il est capable de se démarquer des autres travaux musicaux de chacun ». Le groupe entame une tournée américaine pour promouvoir l'album et assurer la première partie de Clutch, un autre groupe de stoner rock.

### Totally... etBoogie to Baja(depuis 2022)

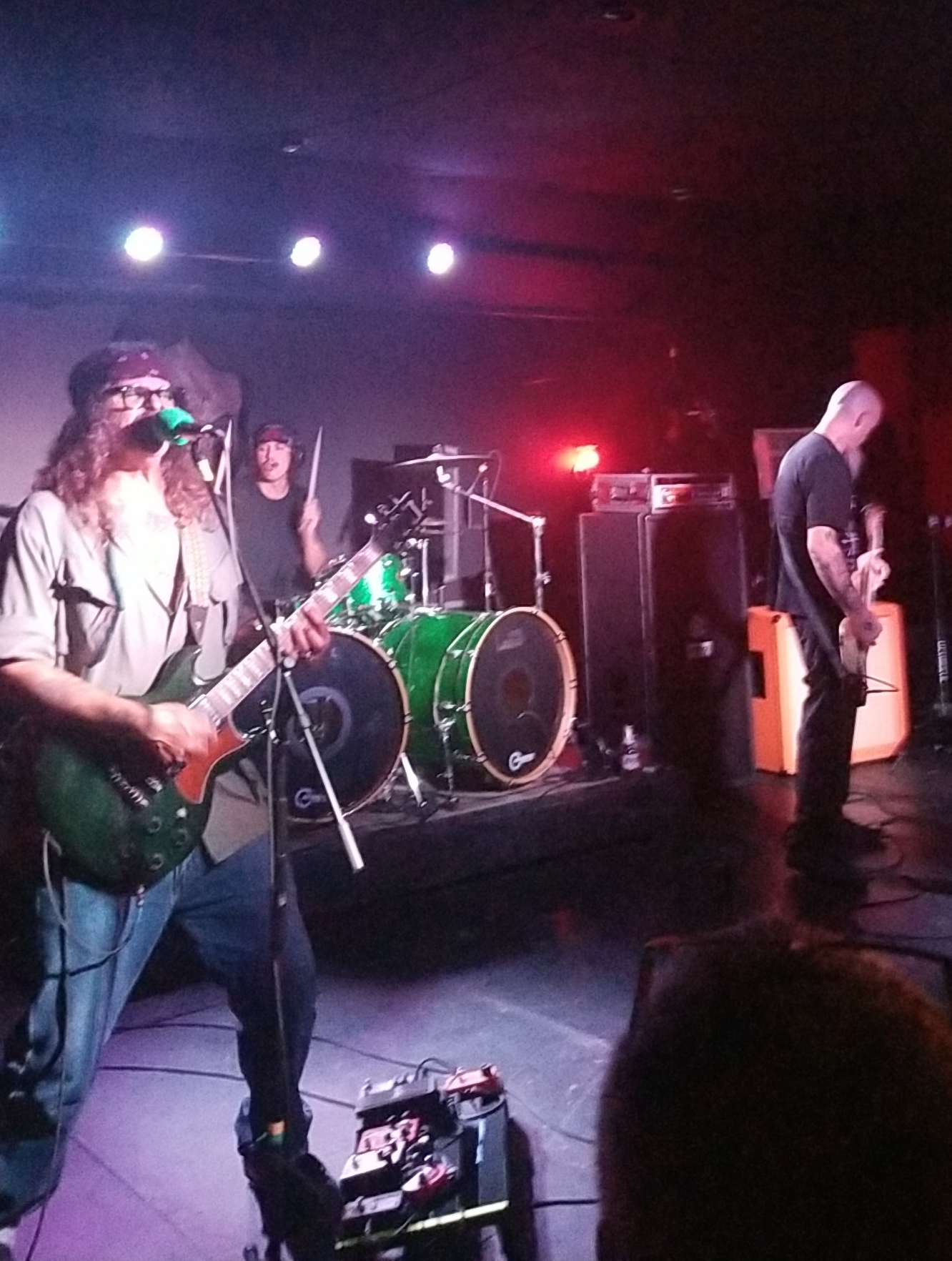
Stöner en concert en 2022.

En 2022, le trio s'embarque pour sa tournée West North West Tour et Interstellar Taco Tour aux côtés de leurs voisins de desert rock Yawning Man avant la sortie le 6 mai de leur deuxième album, Totally...,. Lors de certaines dates de ces tournées, 2⁄3 de Yawning Man n'ont pas pu se produire en raison de la pandémie de Covid-19. Parmi ces dates, le bassiste de Yawning Man Mario Lalli, qui est aussi le touring manager de Stöner, et son groupe d'improvisation baptisé « Rubber Snake Charmers » comprenait Oliveri au chant, Lalli à la basse, et Bjork et Güt à leurs instruments respectifs. L'album a reçu des critiques positives, certains le qualifiant d'amélioration par rapport au premier album. Rock Sins donne à l'album une note globale de 9 sur 10, déclarant : « Totally... marche sur la ligne entre les riffs et les grooves essentiels des fans de stoner rock tout en ajoutant un peu de personnalité et d'amusement aux procédures » LouderSound lui attribue un verdict de 3,5/5 avec le titre suivant : « le nouvel album de Stöner est une leçon consommée de groove de High Desert ». Le groupe organise de nombreuses tournées en Europe, aux États-Unis, en Australie et en Nouvelle-Zélande pour promouvoir l'album, Australie et Nouvelle-Zélande pour promouvoir l'album, accompagné de diverses premières parties, dont le groupe norvégien de desert rock Slomosa et les Rubber Snake Charmers avec Sean Wheeler de Throw Rag.
En juin, Oliveri révèle qu'un disque intitulé Boogie to Baja avait été enregistré pendant les sessions de Totally... et qu'il sortirait l'année suivante. L'EP sort en février 2023 et est salué par la critique. Distorted Sound donne à Boogie to Baja une note de 8/10, avec la déclaration suivante : « Donc, si vous avez besoin de vous asseoir et de vous détendre avec des riffs désertiques chargés de fuzz et des mélodies de guitare trippantes, cet EP est pour vous » Soundmagnet donne également à l'EP une note de 8/10 et écrit dans sa conclusion :« Les excursions dans l'environnement musical rendent les cinq pistes très divertissantes, tandis que les traditionalistes reçoivent également assez de sable du désert dans leurs oreilles ».

## Style musical et influences
Dans une interview accordée à Outlaws of the Sun, Brant Bjork déclare à propos du style musical du groupe : « Nous avons tous mis nos influences musicales dans ce groupe par le biais de sessions de jam originales. Cela ressemble à un mélange de punk rock, de métal, de blues rock et de hard rock. Il y a des choses pour lesquelles nous sommes déjà connus et d'autres qui surprendront et, je l'espère, amuseront les gens. »
Games, Brrraaains, and a Head-Banging Life décrit la musique dans sa critique de Stoners Rule : « Vous savez aussi à quel point la marque de Stöner en matière de psych, stoner, proto rock et rétro noise est bonne. En parlant à Decibel de l'inspiration du groupe et des influences sur l'album Totally..., Bjork explique que cela remontait à l'époque où Oliveri et lui grandissaient ensemble dans leur jeunesse : « Ces groupes que nous aimions et que nous partagions quand nous étions jeunes, ce sont nos influences. Les Ramones et The Damned et Black Flag et Motörhead et AC/DC et toute cette merde. »
La biographie de Stöner sur le site du groupe cite également Blue Öyster Cult, Kiss, Blue Cheer, les Misfits, les Stooges, et MC5 parmi les inspirations du groupe.

## Polémiques
En juin 2021, Brant Bjork annonce que Stöner et Mario Lalli de Yawning Man ont pris leurs distances avec l'ancien manager personnel de Bjork, Ryan Jones de Giant Rock Records, ainsi qu'avec tous les autres labels et/ou lieux auxquels Jones est associé. Bjork ajoute que toutes les marques déposées, les domaines de sites et les revenus étaient déjà en litige à l'époque. D'autres tensions sont apparues lors de la sortie numérique de l'album Live in the Mojave Desert : Volume 4 par Giant Rock Records, lorsque Stöner annonce sur les médias sociaux que le groupe « n'approuve ni ne reconnaît » les versions Giant Rock de l'album et qu'elles sont considérées comme des copies pirates. Giant Rock affirme que la position de Stöner sur la question découle du litige sur la marque et que les droits de l'album ont également été concédés au label du groupe, Heavy Psych Sounds Records. Selon son site web, la production de la série de films Live in the Mojave Desert est exclusivement attribuée à Giant Rock. De plus, avant le litige, Bjork avait déclaré dans une interview que Jones avait conceptualisé l'idée de Live in the Mojave Desert pour remplacer le festival de concerts Stoned and Dusted, pour lequel Bjork et Lalli se produisaient chaque année, ainsi que la planification initiale de la sortie du concert sous forme de flux vidéo, de pressage de vinyles et de téléchargement numérique.

## Discographie

### Albums studio
| Stoners Rule (2021, Heavy Psych Sounds Records) | Stoners Rule (2021, Heavy Psych Sounds Records) | Stoners Rule (2021, Heavy Psych Sounds Records) | Stoners Rule (2021, Heavy Psych Sounds Records) | Stoners Rule (2021, Heavy Psych Sounds Records) | Stoners Rule (2021, Heavy Psych Sounds Records) | Stoners Rule (2021, Heavy Psych Sounds Records) | Stoners Rule (2021, Heavy Psych Sounds Records) | Stoners Rule (2021, Heavy Psych Sounds Records) | Stoners Rule (2021, Heavy Psych Sounds Records) |
| No                                              | Titre                                           | Durée                                           |                                                 |                                                 |                                                 |                                                 |                                                 |                                                 |                                                 |
| ----------------------------------------------- | ----------------------------------------------- | ----------------------------------------------- | ----------------------------------------------- | ----------------------------------------------- | ----------------------------------------------- | ----------------------------------------------- | ----------------------------------------------- | ----------------------------------------------- | ----------------------------------------------- |
| 1.                                              | Rad Stays Rad                                   | 6:27                                            |                                                 |                                                 |                                                 |                                                 |                                                 |                                                 |                                                 |
| 2.                                              | The Older Kids                                  | 5:09                                            |                                                 |                                                 |                                                 |                                                 |                                                 |                                                 |                                                 |
| 3.                                              | Own Yer Blues                                   | 6:00                                            |                                                 |                                                 |                                                 |                                                 |                                                 |                                                 |                                                 |
| 4.                                              | Nothin'                                         | 2:37                                            |                                                 |                                                 |                                                 |                                                 |                                                 |                                                 |                                                 |
| 5.                                              | Evel Never Dies                                 | 2:51                                            |                                                 |                                                 |                                                 |                                                 |                                                 |                                                 |                                                 |
| 6.                                              | Stand Down                                      | 6:19                                            |                                                 |                                                 |                                                 |                                                 |                                                 |                                                 |                                                 |
| 7.                                              | Tribe / Fly Girl                                | 13:19                                           |                                                 |                                                 |                                                 |                                                 |                                                 |                                                 |                                                 |
| 42:42                                           |                                                 |                                                 |                                                 |                                                 |                                                 |                                                 |                                                 |                                                 |                                                 |

| Totally... (2022, Heavy Psych Sounds Records) | Totally... (2022, Heavy Psych Sounds Records) | Totally... (2022, Heavy Psych Sounds Records) | Totally... (2022, Heavy Psych Sounds Records) | Totally... (2022, Heavy Psych Sounds Records) | Totally... (2022, Heavy Psych Sounds Records) | Totally... (2022, Heavy Psych Sounds Records) | Totally... (2022, Heavy Psych Sounds Records) | Totally... (2022, Heavy Psych Sounds Records) | Totally... (2022, Heavy Psych Sounds Records) |
| No                                            | Titre                                         | Durée                                         |                                               |                                               |                                               |                                               |                                               |                                               |                                               |
| --------------------------------------------- | --------------------------------------------- | --------------------------------------------- | --------------------------------------------- | --------------------------------------------- | --------------------------------------------- | --------------------------------------------- | --------------------------------------------- | --------------------------------------------- | --------------------------------------------- |
| 1.                                            | Party March                                   | 3:52                                          |                                               |                                               |                                               |                                               |                                               |                                               |                                               |
| 2.                                            | A Million Beers                               | 2:43                                          |                                               |                                               |                                               |                                               |                                               |                                               |                                               |
| 3.                                            | Strawberry Creek (Dirty Feet)                 | 3:46                                          |                                               |                                               |                                               |                                               |                                               |                                               |                                               |
| 4.                                            | Spacedude & The Burn                          | 8:11                                          |                                               |                                               |                                               |                                               |                                               |                                               |                                               |
| 5.                                            | Stöner Theme                                  | 2:36                                          |                                               |                                               |                                               |                                               |                                               |                                               |                                               |
| 6.                                            | Turn It Around Now                            | 5:03                                          |                                               |                                               |                                               |                                               |                                               |                                               |                                               |
| 7.                                            | Driving Miss Lazy                             | 4:07                                          |                                               |                                               |                                               |                                               |                                               |                                               |                                               |
| 8.                                            | Great American Sage                           | 7:07                                          |                                               |                                               |                                               |                                               |                                               |                                               |                                               |
| 37:25                                         |                                               |                                               |                                               |                                               |                                               |                                               |                                               |                                               |                                               |

### EP
| Boogie to Baja (2023, Heavy Psych Sounds Records) | Boogie to Baja (2023, Heavy Psych Sounds Records) | Boogie to Baja (2023, Heavy Psych Sounds Records) | Boogie to Baja (2023, Heavy Psych Sounds Records) | Boogie to Baja (2023, Heavy Psych Sounds Records) | Boogie to Baja (2023, Heavy Psych Sounds Records) | Boogie to Baja (2023, Heavy Psych Sounds Records) | Boogie to Baja (2023, Heavy Psych Sounds Records) | Boogie to Baja (2023, Heavy Psych Sounds Records) | Boogie to Baja (2023, Heavy Psych Sounds Records) |
| No                                                | Titre                                             | Durée                                             |                                                   |                                                   |                                                   |                                                   |                                                   |                                                   |                                                   |
| ------------------------------------------------- | ------------------------------------------------- | ------------------------------------------------- | ------------------------------------------------- | ------------------------------------------------- | ------------------------------------------------- | ------------------------------------------------- | ------------------------------------------------- | ------------------------------------------------- | ------------------------------------------------- |
| 1.                                                | Stöner Theme (Baja Version)                       | 2:41                                              |                                                   |                                                   |                                                   |                                                   |                                                   |                                                   |                                                   |
| 2.                                                | City Kids                                         | 3:39                                              |                                                   |                                                   |                                                   |                                                   |                                                   |                                                   |                                                   |
| 3.                                                | Night Tripper vs. No Brainer                      | 7:31                                              |                                                   |                                                   |                                                   |                                                   |                                                   |                                                   |                                                   |
| 4.                                                | It Ain't Free                                     | 2:31                                              |                                                   |                                                   |                                                   |                                                   |                                                   |                                                   |                                                   |
| 5.                                                | Boogie to Baja                                    | 10:07                                             |                                                   |                                                   |                                                   |                                                   |                                                   |                                                   |                                                   |
| 26:29                                             |                                                   |                                                   |                                                   |                                                   |                                                   |                                                   |                                                   |                                                   |                                                   |

### Albums live
| Live in the Mojave Desert: Volume 4 (2021, Heavy Psych Sounds Records) | Live in the Mojave Desert: Volume 4 (2021, Heavy Psych Sounds Records) | Live in the Mojave Desert: Volume 4 (2021, Heavy Psych Sounds Records) | Live in the Mojave Desert: Volume 4 (2021, Heavy Psych Sounds Records) | Live in the Mojave Desert: Volume 4 (2021, Heavy Psych Sounds Records) | Live in the Mojave Desert: Volume 4 (2021, Heavy Psych Sounds Records) | Live in the Mojave Desert: Volume 4 (2021, Heavy Psych Sounds Records) | Live in the Mojave Desert: Volume 4 (2021, Heavy Psych Sounds Records) | Live in the Mojave Desert: Volume 4 (2021, Heavy Psych Sounds Records) | Live in the Mojave Desert: Volume 4 (2021, Heavy Psych Sounds Records) |
| No                                                                     | Titre                                                                  | Durée                                                                  |                                                                        |                                                                        |                                                                        |                                                                        |                                                                        |                                                                        |                                                                        |
| ---------------------------------------------------------------------- | ---------------------------------------------------------------------- | ---------------------------------------------------------------------- | ---------------------------------------------------------------------- | ---------------------------------------------------------------------- | ---------------------------------------------------------------------- | ---------------------------------------------------------------------- | ---------------------------------------------------------------------- | ---------------------------------------------------------------------- | ---------------------------------------------------------------------- |
| 1.                                                                     | Rad Stays Rad                                                          | 6:37                                                                   |                                                                        |                                                                        |                                                                        |                                                                        |                                                                        |                                                                        |                                                                        |
| 2.                                                                     | Nothin'                                                                | 2:40                                                                   |                                                                        |                                                                        |                                                                        |                                                                        |                                                                        |                                                                        |                                                                        |
| 3.                                                                     | Own Yer Blues                                                          | 6:28                                                                   |                                                                        |                                                                        |                                                                        |                                                                        |                                                                        |                                                                        |                                                                        |
| 4.                                                                     | The Older Kids                                                         | 5:26                                                                   |                                                                        |                                                                        |                                                                        |                                                                        |                                                                        |                                                                        |                                                                        |
| 5.                                                                     | Stand Down                                                             | 6:49                                                                   |                                                                        |                                                                        |                                                                        |                                                                        |                                                                        |                                                                        |                                                                        |
| 6.                                                                     | Evel Never Dies                                                        | 2:51                                                                   |                                                                        |                                                                        |                                                                        |                                                                        |                                                                        |                                                                        |                                                                        |
| 7.                                                                     | Tribe / Fly Girl                                                       | 15:16                                                                  |                                                                        |                                                                        |                                                                        |                                                                        |                                                                        |                                                                        |                                                                        |
| 46:07                                                                  |                                                                        |                                                                        |                                                                        |                                                                        |                                                                        |                                                                        |                                                                        |                                                                        |                                                                        |